# Saint-Aubin-en-Charollais
Saint-Aubin-en-Charollais – miejscowość i gmina we Francji, w regionie Burgundia-Franche-Comté, w departamencie Saona i Loara.
Według danych na rok 1990 gminę zamieszkiwało 349 osób, a gęstość zaludnienia wynosiła 18 osób/km² (wśród 2044 gmin Burgundii Saint-Aubin-en-Charollais plasuje się na 570. miejscu pod względem liczby ludności, natomiast pod względem powierzchni na miejscu 465.).